# روبرتو کالکاترا
روبرتو کالکاترا (انگلیسی: Roberto Calcaterra؛ زادهٔ ۶ february ۱۹۷۲ (۵۳ سال)) ورزشکار واترپلو اهل ایتالیا است.
وی در مسابقات کشوری و بین‌المللی در مجموع برندهٔ ۳ مدال طلا، ۳ مدال نقره، ۱ مدال برنز شده‌است.